# كتالوج (مسلسل)
كتالوج هو مسلسل درامي مصري عُرض لأول مرة في 17 يوليو 2025 على منصة نتفليكس. يتناول المسلسل قصة تدور حول تحديات الأبوة والفقدان العاطفي، مع لمسات من الفكاهة الهادئة. المسلسل من إخراج وليد الحلفاوي، وتأليف أيمن وتار، وإنتاج أحمد الجنايني، ويضم نخبة من نجوم الدراما المصرية. 

## القصة
تدور أحداث المسلسل حول يوسف (محمد فراج)، وهو أب يجد نفسه فجأة مسؤولاً عن تربية طفليه، كريمة (ريتال عبد العزيز) ومنصور (علي البيلي)، بعد وفاة زوجته أمينة (ريهام عبد الغفور) بشكل مفاجئ. يواجه يوسف صعوبات كبيرة في التأقلم مع مسؤولياته الجديدة كأب أرمل، خاصة أنه كان بعيدًا عن التفاصيل اليومية لحياة أطفاله. يكتشف يوسف لاحقًا سلسلة من مقاطع الفيديو التعليمية التي سجلتها أمينة قبل وفاتها، تحمل نصائح حول تربية الأطفال، والتي تصبح بمثابة "كتالوج" يرشده في رحلته كأب. يمزج المسلسل بين الدراما العاطفية والمواقف الكوميدية، مقدمًا رسالة عميقة حول أهمية التواصل الأسري وقوة الأمومة حتى بعد الرحيل.

## الأبطال
- محمد فراج: يوسف
- ريهام عبد الغفور: أمينة
- ريتال عبد العزيز: كريمة
- علي البيلي: منصور
- تارا عماد: هويدا
- خالد كمال: حنفي
- بيومي فؤاد: جورج
- سماح أنور: أم هاشم
- صدقي صخر: تامر
- دنيا سامي: هالة
- أحمد عصام السيد: أسامة

## روابط خارجية
- كتالوج على موقع IMDb (الإنجليزية)
- كتالوج على موقع نتفليكس (الإنجليزية)
- كتالوج على موقع قاعدة بيانات الفيلم (الإنجليزية)